# Bettona

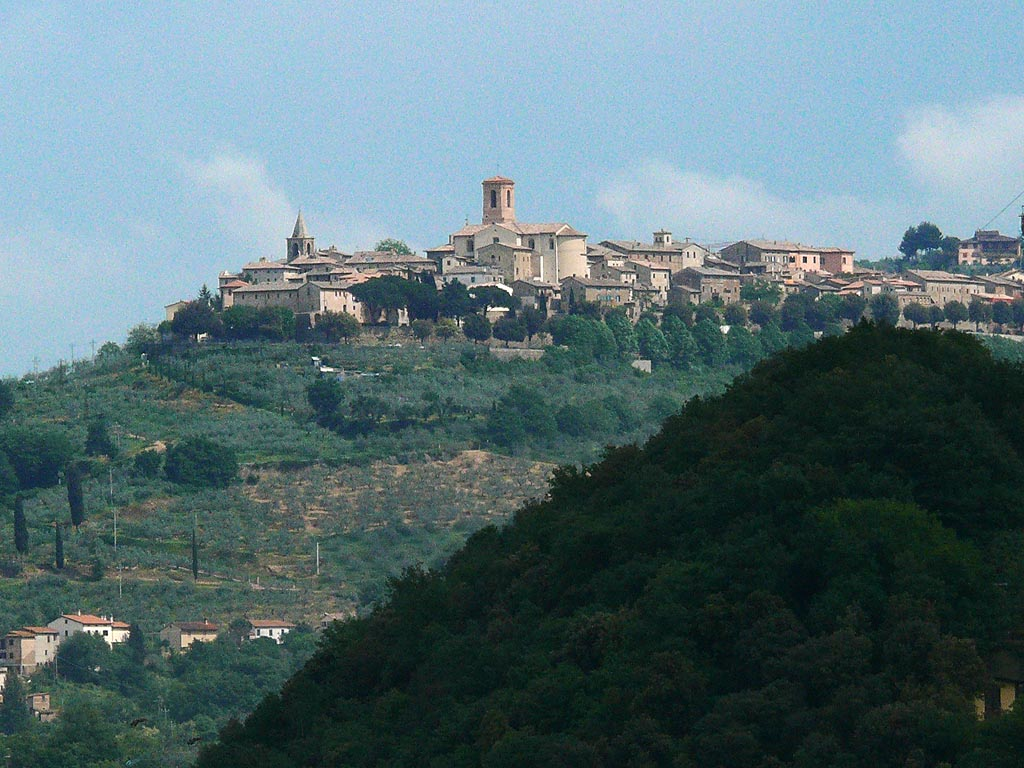
Bettona

Bettona – miejscowość i gmina we Włoszech, w regionie Umbria, w prowincji Perugia.
Według danych na rok 2004 gminę zamieszkiwały 3784 osoby, 84,1 os./km².